# Ловушка для кроликов
«Ловушка для кроликов» (англ. Rabbit Trap) — психологический фильм ужасов режиссёра Брина Чейни. В главных ролях в фильме снялись Дев Патель и Рози Макюэн. Производством фильма занимается кинокомпания Bankside Films совместно с SpectreVision.

## Сюжет
Действие фильма происходит в 1973 году. Дафна и Дарси Дэвенпорт, переехали из Лондона в уединенную хижину в Уэльсе, чтобы завершить работу над новой пластинкой. Когда они случайно делают полевую запись мистического звука, никогда ранее не слышанного человеческим ухом, в их жизнь входит странный ребёнок, который постепенно отрывает их от реальности, и пара вскоре оказывается зажатой между древними духами мира природы и жизнью, которую они когда-то знали.

## В ролях
- Рози Макюэн — Дафна Дэвенпорт[2]
- Дев Патель — Дарси Дэвенпорт[3]
- Джейд Кроот

## Производство и премьера
Продюсированием фильма занимаются компании Элайджи Вуда и Дэниела Ноя SpectreVision и Лоуренса Ингли с Элизой Ллерас, Алексом Эшвортом и Шоном Марли. Дев Патель исполнил главную роль, а также выступил в качестве исполнительного продюсера вместе с Бенджамином Крамером из Wiser Film, Кайлом Страудом из Carte Blanche, Томом Огденом, Стивеном Келлихером из Bankside Films и Софи Грин.
Композитором фильма стала Лукреция Далт, а также саунд-дизайнер Грэм Резник и звукорежиссер Брент Кизер.
Съёмки проходили в Уэльсе в 2023 году.
Премьера фильма состоялась 24 января 2025 года на кинофестивале «Сандэнс».

## Отзывы и оценки
На сайте Rotten Tomatoes фильм имеет рейтинг 43 % основанный на 28 отзывах, со средней оценкой 6.0/10.